# Anne Wiazemsky
Anne Wiazemsky (Berlim, 14 de maio de 1947 – Paris, 5 de outubro de 2017) foi uma atriz, diretora de cinema e escritora francesa nascida na Alemanha. Depois de atuar como atriz, foi escritora, em 1988, com o livro de contos Des filles bien élevées, publicado na Gallimard; o último, em 2017, Un saint homme.

## Biografia
Era neta do romancista católico da França provincial e prémio Nobel François Mauriac. Fez o BAC em Filosofia.

## Carreira

### Filmografia
- 1966ː Au hasard Balthazar
- 1967ː A Chinesa
- 1967ː Week End
- 1968ː Teorema (filme)
- 1985ː Rendez-vous (filme)

### Teatro
- 1983ː Tonio Kroger de Thomas Mann

### Diretora
- 2004: Les Anges 1943, histoire d’un filme com Jean-Paul Civeyrac

### Livros
- 1988 - Des filles bien élevées, romance
- 1989 - Mon beau navire
- 1991 - Marimé
- 1993 - Canines
- 1996 - Hymnes à l'amour
- 1998 - Une poignée de gens
- 2001 - Aux quatre coins du monde
- 2002 - Sept garçons
- 2003 - Les Visiteurs du soir, literatura infantil
- 2004 - Je m'appelle Élisabeth
- 2007 - Jeune Fille, autobiográfico
- 2007 - Les Visiteurs du soir, literatura infantil
- 2009 - Mon enfant de Berlin, autobiográfico
- 2012 - Um Ano Estudioso, autobiográfico,  no original Une année studieuse - sobre o seu amor por Jean-Luc Godard
- 2015 - Um Ano Depois, autobiográfico, no original Un an après - sobre a sua separação
- 2017 - Un saint homme